# Cabonne Shire Council
Cabonne Shire Council is een Local Government Area (LGA) in Australië in de staat New South Wales. Cabonne Shire Council telt 12.940 inwoners. De hoofdplaats is Molong.